# Apollophanes crispus
Apollophanes crispus är en spindelart som beskrevs av Charles Denton Dondale och James H. Redner 1975. Apollophanes crispus ingår i släktet Apollophanes och familjen snabblöparspindlar.
Artens utbredningsområde är Panama. Inga underarter finns listade i Catalogue of Life.